# Stockholm Institute for Scandinavian Law
Stockholm Institute for Scandinavian Law (SISL) grundades 1956 med målet att sprida kunskap om skandinavisk rätt och rättsteori utomlands. För att uppnå detta mål publicerar SISL Scandinavian Studies in Law (Sc.St.L.), som är en bokserie som innehåller artiklar av skandinaviska akademiker och juridiska experter. Professor Folke Schmidt, en uppskattad forskare vid Stockholms universitet, grundade SISL och var den första redaktören för Scandinavian Studies in Law.

## Scandinavian Law
Scandinavia är ett samlingsnamn för fem europeiska länder
Danmark, Finland, Island, Norge och Sverige. De skandinaviska länderna har en gemensam historia och är nära besläktade genom språk och kultur. Länderna har därför en gemensam rättstradition och en historia av samarbete inom många rättsområden. Danmark, Finland och Sverige är medlemmar i Europeiska unionen. Norge och Island är medlemmar i Europeiska ekonomiska samarbetsområdet och är därmed en del av EU:s inre marknad. Geografiskt består den skandinaviska halvön av Norge, Sverige och den nordligaste delen av Finland.

## Scandinavian Studies in Law
Varje volym av Scandinavian Studies in Law fokuserar på ett specifikt ämne och arbetet utförs under ledning av en Volume Editor som är expert på området. Denna strategi gör det möjligt att presentera en komplett och omfattande analys av utvecklingen inom olika rättsområden. De flesta av artiklarna har aldrig tidigare publicerats, även om serien ibland presenterar översättningar av tidigare publicerade artiklar från de skandinaviska länderna. Den första volymen publicerades 1957 och hittills har ca 1000 artiklar publicerats.
SISL leds av en redaktionskommitté utsedd av Juridiska fakulteten vid Stockholms universitet. Det dagliga arbetet administreras av en huvudredaktör (General Editor), utsedd av styrelsen. En rådgivande kommitté, med representanter från alla de nordiska länderna, ger stöd. Finansiellt stöd för publiceringen av Scandinavian Studies in Law har generöst tillhandahållits av ett antal bidragsgivare.
Volymerna 1-37, som utkom mellan 1957 och 1993, var årsböcker av konventionellt slag som var och en speglade en rad olika juridiska ämnen.
Efter ett kort embargo är volymerna fritt tillgängliga i fulltext på SISL:s hemsida https://www.scandinavianlaw.se/. Artiklarna finns också tillgängliga på https://home.heinonline.org/ och https://www.lawpub.se/.

## Redaktionskommitté, huvudredaktör och rådgivande kommitté
Den nuvarande styrelsen består av Antonina Bakardjieva Engelbrekt, LL.D., professor i europeisk integrationsrätt, Stockholms universitet, Said Mahmoudi, LL.D., professor i internationell rätt, Stockholms universitet och Petra Herzfeld Olsson, LL.D., professor i arbetsrätt, Stockholms universitet. Professor Bakardjieva Engelbrekt är ordförande.
Nuvarande redaktör är Lydia Lundstedt, LL.D., docent och universitetslektor i internationell privaträtt, Stockholms universitet. Tidigare redaktörer har varit Folke Schmidt, professor i privaträtt (1956-1980); Anders Victorin, professor i privaträtt (1980-1995); Bill W. Dufwa, professor i försäkringsrätt (1995-1996); och Peter Wahlgren, LL.D., professor, Law and Information Technology (1996-2019).
Den rådgivande kommittén består av Ruth Nielsen, LL.D., professor, Copenhagen Business School, Danmark; Aðalheiður Jóhannsdóttir, LL.D., professor, University of Iceland; Tuomas Pöysti, LL.D., justitiekansler, Finland; Ole-Andreas Rognstad, LL.D., professor, University of Oslo, Norge.